# Говорухина, Наталия Олеговна
Наталия Олеговна Говорухина — украинская  оперная певица, педагог, профессор, заслуженный деятель искусств Украины, кандидат искусствоведения. С 2021 года занимает должность ректора Харьковского национального университета искусств имени И. П. Котляревского.

## Биография
В 1989 году окончила Харьковское музыкальное училище. В 1994 году окончила Харьковскую государственную академию культуры по специальности «руководитель академического хора» (класс профессора В. И. Ирхи, вокал — профессор К. Г. Шаша). В 2001 году завершила обучение в Харьковском государственном институте искусств имени И. П. Котляревского (класс профессора А. Э. Резиловой).
В 2004 году прошла ассистентуру-стажировку под руководством профессора Т. Я. Веске. В 2009 году защитила кандидатскую диссертацию на тему: «Эволюция вокального цикла и закономерности циклообразования (на примере произведений Р. Шумана, Х. Вольфа, А. Шёнберга)».
В 2012 году получила учёное звание доцента, в 2016 году — почётное звание «Заслуженный деятель искусств Украины», а в 2018 году — звание профессора.

## Педагогическая деятельность
Профессор кафедры сольного пения и оперной подготовки Харьковского национального университета искусств имени И. П. Котляревского. Преподаёт дисциплины: «Фах» (бакалавриат), «Исполнительско-педагогическое мастерство» (магистратура), «Творческое руководство» (третий образовательный уровень), «Практикум по специальности» (третий образовательный и научный уровень).
Подготовила более 40 выпускников по классу сольного пения, среди которых лауреаты и дипломанты международных и национальных конкурсов и фестивалей:
- Г. Помпеева, М. Ворочек, И. Бондаренко (солисты ХНАТОБа);
- О. Ветров (солист «DNIPRO OPERA»);
- Д. Запорожан (солист Днепропетровского дома органной и камерной музыки);
- Р. Куштим, В. Манченко (солисты ХАТМК);
- Ю. Радкевич, О. Кузьмина (солисты ХОФ);
- С. Крючков (работает по контрактам в Австрии и Германии);
- Сунь Бо, Тан Чжанчен, Лян Цзитао, Ци Минвей, Хуан Вэньфэн (преподаватели вузов КНР);
- В. Лунякина, К. Попова и другие.

В 2012, 2013 и 2016 годах провела 26 мастер-классов в 11 городах Китая.

## Научная деятельность
Автор 22 опубликованных работ, из которых 19 — научного и 3 — учебно-методического характера. Среди них — «Хрестоматия вокально-педагогического репертуара для контртенора (для студентов высших учебных заведений)».
Имеет научные профили:
- ORCID: [0000-0003-3100-9035](https://orcid.org/0000-0003-3100-9035)
- Google Scholar: https://scholar.google.ru/citations?user=6E9xHsUAAAAJ&hl=ru&oi=ao

## Творческая деятельность
Лауреат Международного конкурса вокалистов имени А. Дворжака (Карловы Вары, Чехия, 1999).

## Повышение квалификации
- С 10 по 28 сентября 2018 года прошла повышение квалификации в Краковском экономическом университете (Польша) по программе «New and innovative teaching methods».

С 14 по 20 апреля 2021 года — в Сумском государственном университете.
- Получила Международный образовательный грант № EG/B/22/05/08 от International Historical Biographical Institute в рамках Международного образовательного проекта «Восток-Запад» за активное участие в VI Международной программе повышения квалификации руководителей образовательных и научных учреждений, а также педагогических и научно-педагогических работников «Вместе с Выдающимися Лидерами Современности: Ценности, Опыт, Знания, Компетенции и Технологии для Формирования Успешной Личности и Трансформации Окружающего Мира» (23 июня – 20 августа 2022 года, объём — 180 часов или 6 кредитов ECTS, включая 15 часов инклюзивного образования / 0,5 кредита ECTS).